# Nancy Campbell
Nancy Campbell   (Exeter, 12 de febrer de 1978) és una poeta, assagista, divulgadora, artista i editora britànica.

## Biografia
Graduada en Literatura anglesa per la Universitat d'Oxford, va completar la seva formació com a gravadora tipogràfica als Estats Units i Canadà. Quan va estar el 2010 realitzant una estada al Museu Upernavik a Groenlàndia va quedar meravellada pels secrets del gel i d'aquí va sorgir el seu primer llibre de poesia, Disko Bay (Enitharmon Press, 2015).
Des de llavors ha viatjat per diferents països, realitzant estades per assistir al Doverodde Book Arts Center (Dinamarca) o al Herring Era Museum a Siglufjörður, Islàndia, per a conèixer els «llenguatges i paisatges de l'Àrtic» més amenaçats. Aquest recorregut n'ha marcat la creació literària posterior.
A més de Disko Bay, entre les seves publicacions també destaca How To Say 'I Love You' In Greenlandic: An Arctic Alphabet (Bird Editions, 2011), on explora la relació entre entorn natural i llenguatge. Al seu darrer llibre La biblioteca del gel. Reflexions des del fred (Àtico de Libros, 2020) mostra una història cultural del gel per evidenciar l'emergència climàtica des d'una mirada poètica. A totes les seves obres incorpora el seu treball gràfic i prepara edicions d'artista limitades. També escriu habitualment a Printmaking Today, el suplement literari de The Times, Financial Times i The Independent.
Va ser nominada al Forward Prize el 2016 i al Michael Murphy Memorial Prize en 2017 amb Disko Bay; va ser Birgit Skiöld Award el 2013 amb How To Say 'I Love You' ..., i amb La biblioteca del gel... va resultar guanyadora del Premi Ness de la Royal Geographical Society per «la tasca de divulgació de la geografia a través de la poesia i l'escriptura de no-ficció que l'autora ha fet».